# 和邢铁路
和邢铁路，西起山西省和顺县和顺县站，东至河北省邢台市小康庄站。与京广铁路、邯黄铁路在小康庄站交汇，与阳涉铁路在和顺县站交汇，设计时速120公里，共设13个车站，全长约142公里，是继大秦铁路和瓦日铁路之后的第三条能源运输大通道。全线铺轨工程全长138.75公里，包括新建联络线和增建京广三线；全线桥梁12座，全长约7公里，共计预制、架设894孔T梁。2022年4月8日，和邢铁路增开和顺县至邢台南货物列车4列。2023年12月12日，邢和铁路正式开通运营。

## 概况
2015年11月30日，和邢铁路重大控制性工程跨邢昔公路特大桥第一桩成功开钻，标志着和邢铁路工程正式开工建设。
2021年6月3日，和邢铁路开始铺轨。8月7日，历经6年艰苦施工，和邢铁路全线最长的天河山隧道安全贯通。至此，和邢铁路全线21座隧道全线贯通。12月7日，和邢铁路全线铺轨作业完成。
2022年4月8日，利用和邢铁路增开和顺县至邢台南货物列车4列。2022年7月完成委托运输协议签署，2023年4月取得国家铁路局运输准入许可批复，2023年11月29日获得国铁集团的开通电报。这标志着邢和铁路纳入国家铁路网，具备国铁系统的路网运输资格。
2023年12月12日，邢和铁路正式开通运营。

## 建设意义
邢和铁路建成后将成为晋煤外运的又一快速通道，也将大大便捷冀南与晋东地区的交通联系，成为山西又一条铁路出省通道。

## 交汇线路
- 和顺县站：阳涉铁路
- 邢台站：京广铁路、邯黄铁路